# Cláudio Castro

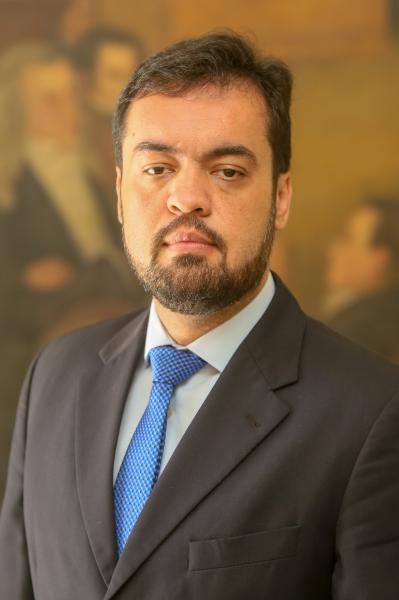
Cláudio Castro

Cláudio Bomfim de Castro e Silva (geboren am 29. März 1979 in Santos) ist ein brasilianischer Rechtsanwalt und Politiker des rechtsgerichteten und evangelikal-fundamentalistischen Partido Social Cristão (PSC), seit 2021 des Partido Liberal (PL). Er war 2019/2020 Vizegouverneur des Bundesstaats Rio de Janeiro, seit August 2020 Interimsgouverneur und seit 1. Mai 2021 offizieller Gouverneur. Er ist auch als christlicher Musiker bekannt.

## Leben
1996 wurde er Sänger der Gruppe „Em Nome do Pai“ (Im Namen des Vaters) und veröffentlichte bis 2015 als Solist zwei CDs. 2005 schloss Castro ein Studium der Rechtswissenschaften ab.

## Politische Laufbahn
2002 war er in den Partido Social Cristão eingetreten, er wurde 2004 Stabschef des kommunalpolitischen Stadtrats Márcio Pacheco, dem er in gleicher Funktion folgte, als dieser von 2015 bis 2016 zum Abgeordneten in die Legislativversammlung des Bundesstaats Rio de Janeiro gewählt wurde.
Cláudio Castro war auch Sonderberater des Städtischen Sekretariats für Menschen mit Behinderungen. 2012 hatte er sich erfolglos als Stadtratskandidat aufstellen lassen, er erhielt 8298 Stimmen. 2013 arbeitete er als Sonderberater bei der Abgeordnetenkammer in Brasília. In einem zweiten Anflauf im
Jahr 2016 wurde Castro mit 10.262 Stimmen in den Stadtrat von Rio de Janeiro gewählt. Dieses Amt hatte er vom 1. Januar 2017 bis zum 1. Januar 2019 inne.
Im August 2018 hatte ihn seine Partei zum Kandidaten für das Vizegouverneursamt nominiert. Bei den Wahlen in Brasilien 2018 wurde er mit 59,87 % (4.675.355) der gültigen Stimmen in der zweiten Wahlrunde am 28. Oktober 2018 für eine Amtszeit von vier Jahren ab Januar 2019 unter Gouverneur Wilson Witzel gewählt. Im August 2020 hatte die Legislativversammlung von Rio de Janeiro dessen Amtsenthebungsverfahren eingeleitet, dem am 28. August 2020 durch das Superior Tribunal de Justiça (Oberster Gerichtshof) stattgegeben wurde. Seitdem ist er interimistischer Gouverneur.
2021 wechselte er zum Partido Liberal (PL).
Bei der Gouverneurswahl 2022 im Rahmen der Wahlen in Brasilien 2022 wurde er für die Amtszeit von 2023 bis 2027 mit 4.930.288 oder 58,67 % der gültigen Stimmen zum Landeschef gewählt.